# Fredrik Axel von Fersen

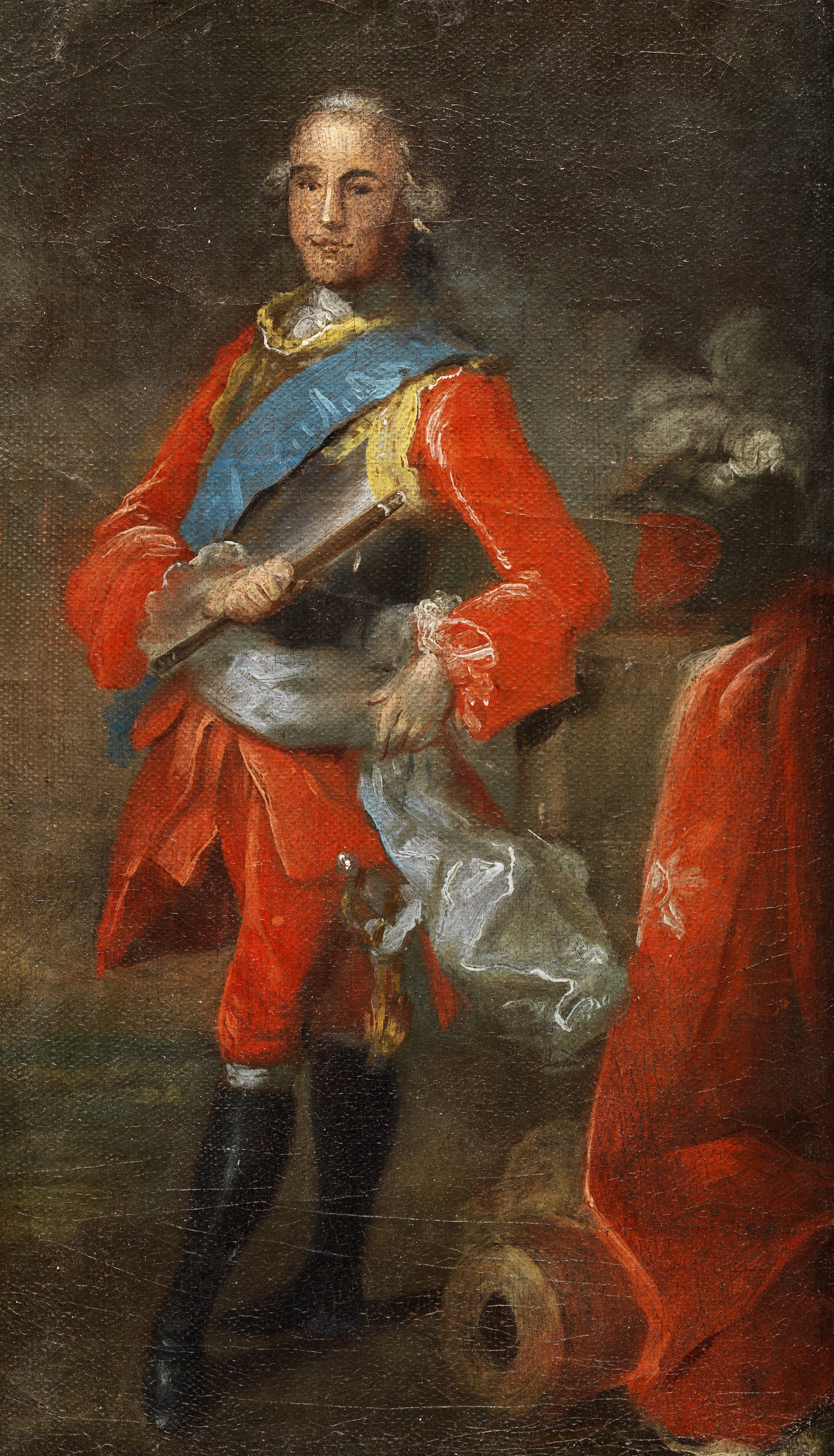
Fredrik Axel von Fersen

Graf Fredrik Axel von Fersen, meist Axel von Fersen der Ältere genannt (* 5. April 1719; † 24. April 1794) war ein schwedischer General und Staatsmann deutsch-baltischer Abstammung.

## Herkunft
Er war ein Sohn des Generalleutnants Hans Reinhold von Fersen (* 2. März 1683 in Tallinn; † 25. Mai 1736) und dessen Frau, der Gräfin Eleonora Margareta Wachtmeister. Sein Bruder war der Staatsmann Carl Reinhold von Fersen (1716–1786). Die Vorfahren waren ein seit dem 16. Jahrhundert in Estland etablierter Zweig einer ursprünglich norddeutschen Familie. Während der schwedischen Herrschaft in Estland zeichneten sich mehrere Mitglieder der Familie im Dienste der Krone aus. Hans Fersen war 1617–1624 und Hans Heinrich von Fersen von 1720 bis 1723 Hauptmann der Estländischen Ritterschaft. Fersens Großvater, Reinhold Johan von Fersen, wurde gegen Ende des 17. Jahrhunderts in den Grafenstand erhoben und siedelte mit seiner Familie nach Schweden über, als Estland im Jahre 1720 unter russische Hoheit kam.

## Leben
Fersen trat 1740 in die Königlich-Schwedische Leibgarde ein. Von 1743 bis 1748 stand er als Offizier des Régiment Royal-Suédois in französischen Diensten, wo er bis zum Brigadier des armées du roi aufstieg.
Als General zeichnete er sich im Siebenjährigen Krieg 1759 bei den Operationen gegen Preußen im Jahre 1759 auf Usedom und Wollin aus. Seinen Namen machte er sich aber als Politiker.
Auf dem Ständereichstag (Ståndsriksdag) von 1755–1756 wurde er zum Landmarschall (lantmarskalk) gewählt, ein Amt, das er noch zwei weitere Mal innehatte: 1760–1762 und 1769–1770. Bis zum Staatsstreich des neuen Königs Gustav III. im Oktober 1772 war er Führer der aristokratischen Partei der Hüte, die eine merkantilistische Wirtschaftspolitik mit aktiver Förderung von Manufakturen und des Exports sowie eine revanchistische Außenpolitik gegen Russland mit Unterstützung Frankreichs verfolgte. Ihre politischen Gegenspieler, die Mützen, waren eher antiaristokratisch, stützten die Interessen der Landwirtschaft und betrieben eine vorsichtige Außenpolitik, die einen Ausgleich mit Russland und eine Annäherung an England suchte.
Im Jahre 1756 vereitelte er einen in letzter Minute aufgedeckten Staatsstreichversuch der sogenannten Hofpartei, die dem Königshaus auf Kosten des Reichsrats und des Ständereichstags zu wesentlich mehr Macht verhelfen wollte. Eine Anzahl der Rädelsführer wurde hingerichtet, andere flohen ins Ausland. Nach den Misserfolgen im Siebenjährigen Krieg neigte er jedoch in seiner Politik wieder zunehmend dem Hofe zu, womit es ihm gelang, die Hütepartei noch einige Jahre lang an der Macht zu halten.
Als die Mützen 1766 die Mehrheit im Ständereichstag und die Regierungsgewalt errangen, unterstützte Fersen den Hof in dessen Machtkampf mit den Mützen. Als König Adolf Friedrich als Antwort auf die extremen Forderungen der Mützen öffentlich abdankte, weigerte sich Fersen, die Leibgarde während des daraus resultierenden 7-Tage-Interregnums zur Aufrechterhaltung der Ordnung in Stockholm einzusetzen. Beim nächsten Ständereichstag, 1769, als die Hüte wieder an die Macht kamen, wurde Fersen erneut zum Landmarschall gewählt, machte dann aber keine Anstalten, seine im Vorfeld der Wahl dem Kronprinzen Gustav gegenüber gemachten Versprechungen hinsichtlich einer Verfassungsreform einzuhalten. Dies war wohl mit ein Grund, warum Gustav nach seiner Thronbesteigung seinen absolutistischen Staatsstreich von 1772 durchführte.
Fersen war auch einer der reichsten Männer Schwedens. Er besaß vier große Schlösser (Löfstad, Steninge, Ljung und Mälsåker), ausgedehnte Güter und Wälder, Bergwerke und Eisenhütten in Schweden und Finnland, sowie erhebliche Anteile an der Schwedischen Ostindien-Kompanie. In Stockholm gehörten ihm mehrere repräsentative Stadthäuser, darunter ein Palais gegenüber dem königlichen Schloss.
Bei der Gründung der Schwedischen Akademie durch König Gustav III. im März 1786 wurde Fersen der erste Inhaber des Stuhls 7.

## Ehe und Nachkommen
1752 heiratete er Hedvig Catharina de la Gardie (* 30. Mai 1732; † 22. April 1800), eine Tochter des Grafen Magnus Julius de la Gardie (* 14. April 1669?; † 28. April 1741) und dessen Frau Hedvig Catharina Lillie (* 20. September 1695; † 13. Oktober 1745). Die beiden hatten vier Kinder:
- Hedvig Elenora
- Hans Axel
- Eva Sophie
- Fabian Reinhold.